# فرودگاه شهرستان مارتین
فرودگاه مارتین کانتی (به انگلیسی: Martin County Airport) یک فرودگاه همگانی است که یک باند فرود آسفالت دارد و طول باند آن ۱۵۲۴ متر است. این فرودگاه در کشور ایالات متحده آمریکا قرار دارد و در ارتفاع ۲۳٫۲ متری از سطح دریا واقع شده‌است.